# AN/SPQ-9

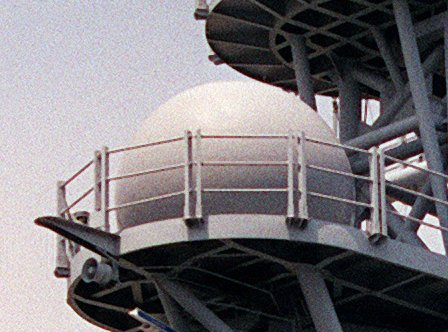
AN/SPQ-9 (unter einem Radom)

Das AN/SPQ-9 (JETDS-Bezeichnung) ist ein Vielzweckradar mit kurzer Reichweite. Es wird von dem US-Konzern Norden Systems produziert.

## Beschreibung
Das SPQ-9A ist in der Lage, sowohl tieffliegende Luft- als auch Oberflächenziele zu orten und eine Feuerleitlösung für die Schiffsgeschütze und CIWS-Systeme bereitzustellen. Um Störungen durch Clutter und EloGM zu vermeiden, kann das Radar schnell zwischen verschiedenen Frequenzen wechseln (engl. „frequency hopping“). Des Weiteren ist ein MTI-Modus vorhanden und es können bis zu 120 Ziele simultan verfolgt werden (TWS). Das SPQ-9A ist Bestandteil des Mk 86-Feuerleitsystems und kann in das „Naval Tactical Data System“ (NTDS) integriert werden.

## Varianten

### AN/SPQ-9B
Bei dem SPQ-9B handelt es sich um eine massive Weiterentwicklung des SPQ-9A-Designs. Das System kann nun unabhängig von anderen Feuerleiteinrichtungen operieren und wird in das „Ship Self Defense System“ (SSDS) integriert. Hauptaufgabe dieser Variante ist die Erfassung, Verfolgung und Bekämpfung von modernen, tieffliegenden und überschallschnellen Seezielflugkörpern, auch unter massiven Störungen durch Clutter und EloGM. Seit 2002 werden die ersten Geräte ausgeliefert, es sollen im Laufe der Zeit alle A-Varianten durch die B-Version ersetzt werden.

## Plattformen
Nimitz-Klasse, Iowa-Klasse, Tarawa-Klasse, Ticonderoga-Klasse, Spruance-Klasse, Kidd-Klasse, San-Antonio-Klasse, Charles-F.-Adams-Klasse, Lütjens-Klasse

## Technische Daten
- Antennengewicht: 537 kg
- Antennenmaße (B × H): 1,3 m × 1,8 m
- Frequenzbereich: 8 – 10 GHz
- Impulsleistung: 1,2 kW
- Öffnungswinkel:
  - Horizontal: 1,25°
  - Vertikal: 3°
- Impulsfolgefrequenz: 3000 Hz
- Sendezeit: 0,3 – 16 µs
- Antennenumlaufzeit:
  - SPQ-9A: 1 s
  - SPQ-9B: 2 s
- Antennengewinn: 37 dB
- Reichweite:
  - SPQ-9A: 37 km
  - SPQ-9B: 18,5 – 37 km
- Minimale Reichweite: 0,14 km
- Maximale Erfassungshöhe:
  - SPQ-9A: 6 km
  - SPQ-9B: >15 km
- Maximale Zielgeschwindigkeit: Mach 3